# أمير زيبي
أمير زيبي (22 مايو 1988-) هو أستاذ كبير للشطرنج تونسي منذ عام 2020، ووفقًا للاتحاد الدولي للشطرنج، فهو لاعب الشطرنج النشط الأعلى تصنيفًا في تونس.

## مسيرته في الشطرنج
شارك في بطولة كأس العالم للشطرنج 2015، وخسر أمام فابيانو كاروانا في الجولة الأولى. فاز بالبطولة العربية الدولية في مستغانم سنة 2019، وحصل على لقب الأستاذ الكبير في 4 ديسمبر 2019.

## روابط خارجية
- Amir Zaibi على موقع الاتحاد الدولي للشطرنج (الإنجليزية)
- Amir Zaibi على موقع مباريات الشطرنج (الإنجليزية)
- Amir Zaibi على موقع 365Chess.com (الإنجليزية)
- Amir Zaibi على موقع Chesstempo.com (الإنجليزية)
- Amir Zaibi سجل أولمبياد الشطرنج على موقع OlimpBase.org (الإنجليزية)